# Kia EV3
A Kia EV3 egy akkumulátoros elektromos, szubkompakt crossover autótípus, amelyet 2024-től gyártanak.

## A modell története és leírása
2023 októberében mutatták be a Kia EV3 Concept prototípusát, amely a negyedik modellt jelentette a teljesen elektromos modellek kínálatában, amelyeket a semmiből fejlesztettek ki erre a hajtásra. A gyártási modellt fél évvel később, 2024 májusának végén mutatták be, alaposan fejlesztve a tanulmány stilisztikai koncepcióját a Karim Habib által „ellentétek egyesült” stilisztikai konvención belül. A szubkompakt crossover a zászlóshajó EV9 zászlóshajójára emlékeztető, jellegzetes arányokat kapott, a két könnyű szegmens által kialakított többformájú fényszórókkal, valamint a kis első légbeömlőkkel és a C-oszlopba rejtett második sor üléskilinccsel. A három végű hátsó lámpák simán csatlakoztak az ablakvonalhoz, a kerékívek pedig lekerekített négyzetek formáját öltötték. A nagymértékben üvegezett karosszéria egy opcionális napfénytetővel gazdagodott.
Az utastér egyszerű, minimalista kialakítású, magas középső alagúttal, kihúzható tálcával, pohártartókkal és a kartámasz alatti tárolórekesszel, megfosztva ezt a részt a műszerfalhoz való csatlakozástól. Két darab 12,3 hüvelykes kijelző uralta, amelyek digitális indikátorként funkcionáltak, valamint a multimédiás rendszer központi, érintőképernyős vezérlőközpontja.
Az autó a moduláris E-GMP platformon alapul, amelyet más teljesen elektromos Kia és Hyundai márkákkal is megosztanak. Az autó a B szegmensbe került, felváltva a Soul EV modellt a dél-koreai gyártó kínálatában.

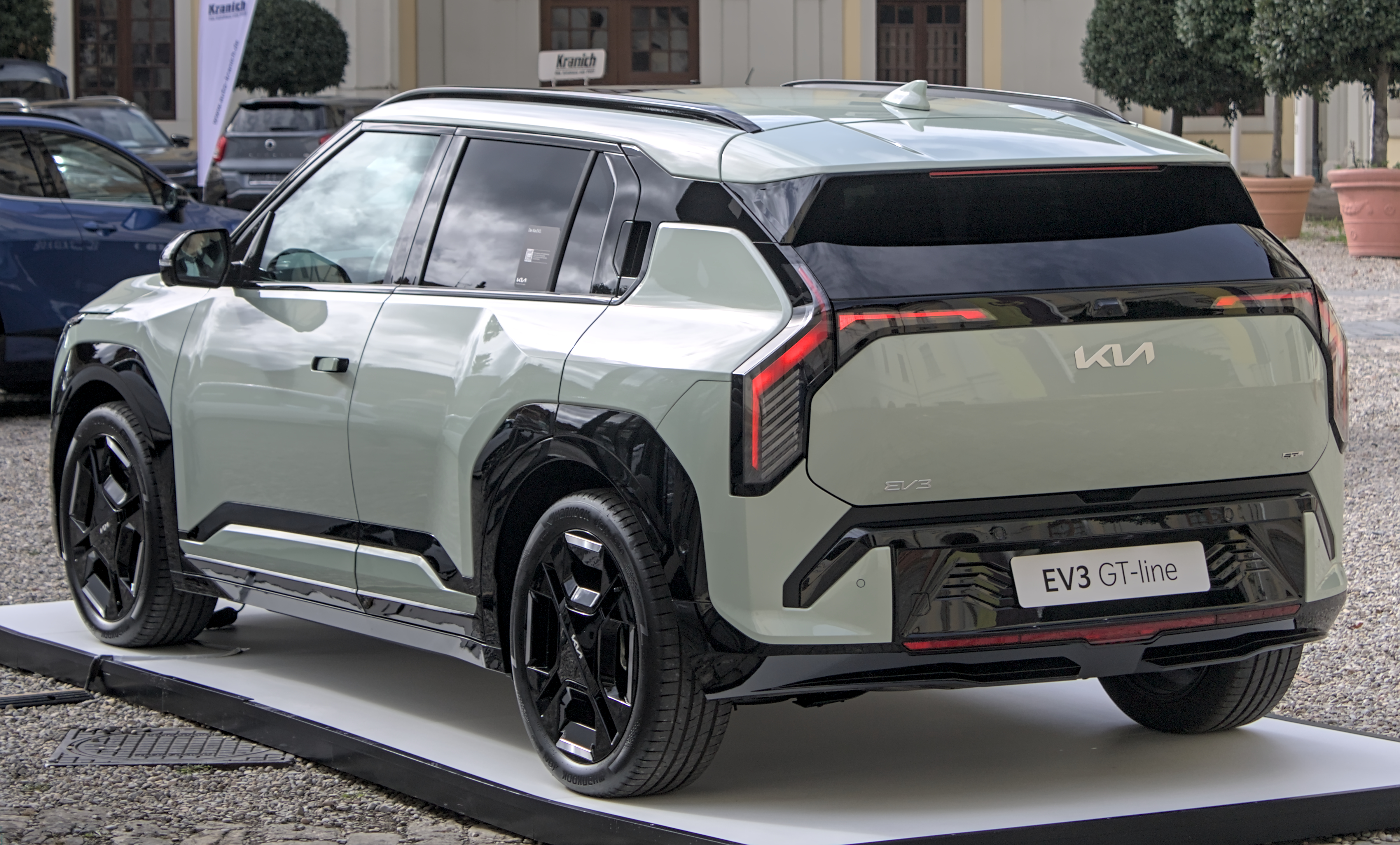
Hátulnézetből

### Értékesítés
A Kia EV3 főként az európai piacok és a dél-koreai piac számára készült. Elsőként az első egységek kiszállítását Dél-Koreába 2024 júliusától kezdik, míg az európai terjeszkedést ugyanezen év második felében kezdődik meg.

### Műszaki adatok
A Kia EV3 teljesen elektromos meghajtással van felszerelve, amely 204 LE teljesítményű és 283 Nm maximális nyomatékú motor segítségével továbbítja az erőt az első tengelyre. Lehetővé teszi, hogy 7,5 másodperc alatt gyorsuljon 0-ról 100 km/h-ra, 170 km/h-nál nem haladva. Az olcsóbb Standard változat 58,3 kWh-s akkumulátorral rendelkezik, amivel kb. 410 kilométer, míg a 81,4 kWh-s akkumulátorral szerelt Long Range változat akár 600 kilométeres hatótávolságot is elérhet. A 400 V-os architektúrának köszönhetően a töltési teljesítmény nem haladhatja meg a 128 kW-ot.

## Fordítás
Ez a szócikk részben vagy egészben  a   Kia EV3 című lengyel Wikipédia-szócikk ezen változatának fordításán alapul.  Az eredeti cikk szerkesztőit annak laptörténete sorolja fel. Ez a jelzés csupán a megfogalmazás eredetét és a szerzői jogokat jelzi, nem szolgál a cikkben szereplő információk forrásmegjelöléseként.